# Palácio dos Cãs de Ganja
Palácio dos Cãs de Ganja (em azeri:  Gəncə xanlarının sarayı) foi o palácio de Javad Cã, o último governante do Canato de Ganja. O palácio está localizado no centro da cidade de Ganja, a oeste da Grande Mesquita de Ganja. O "Cinema de Bacu" está localizado onde o palácio está localizado atualmente. A Tumba de Javade Cã, o último governante de Ganja, também está localizada perto do palácio.

## História
Segundo fontes escritas, o Palácio dos Javade Cã foi construído há dois séculos no local do "Cinema de Bacu" em Ganja. Do palácio havia entradas para as estradas subterrâneas de Ganja. Era possível chegar à vizinha Chokak Hamam e à Grande Mesquita por essas estradas. Antes do ataque a Ganja pelas tropas russas em dezembro de 1803, o palácio ocupava uma área de aproximadamente 233,8 m2.
Fotografias das ruínas do palácio do Khan estão incluídas no livro Problemas de Conservação e Restauração das Cidades Históricas do Azerbaijão (Baku, 1979) de A. Salamzade, E. Avalov e R. Salayev.